# La Croix-sur-Roudoule
La Croix-sur-Roudoule – miejscowość i gmina we Francji, w regionie Prowansja-Alpy-Lazurowe Wybrzeże, w departamencie Alpy Nadmorskie.
Według danych na rok 1990 gminę zamieszkiwało 81 osób, a gęstość zaludnienia wynosiła 3 osoby/km² (wśród 963 gmin regionu Prowansja-Alpy-W. Lazurowe La Croix-sur-Roudoule plasuje się na 710. miejscu pod względem liczby ludności, natomiast pod względem powierzchni na miejscu 376.).